# Microclysia piersonae
Microclysia piersonae là một loài bướm đêm trong họ Geometridae.